# 地蔵院 (越谷市)
地蔵院（じぞういん）は、埼玉県越谷市にある真言宗豊山派の寺院。

## 歴史
創建年代は不明である。当初は地蔵堂であったが、1725年（享保10年）寂の宥敞によって寺院化された。
その後に寺運衰微し、昭和初期に至るまで半ば廃寺化した。その際に寺の記録も失っている。1943年（昭和18年）に昌業によって中興された。現在の本堂は1963年（昭和38年）に新築されたものである。
当院には、ペット専用墓「愛寧」がある。そこに置かれている地蔵は、当院公式サイトにあるゆるキャラ風の地蔵になっている。

## 交通アクセス
- 蒲生駅より徒歩12分。